# Olga Kazi
Olga Kazi (Budapest, Hungría, 10 de mayo de 1941) fue una atleta húngara especializada en la prueba de 800 m, en la que consiguió ser medallista de bronce europea en 1962.

## Carrera deportiva
En el Campeonato Europeo de Atletismo de 1962 ganó la medalla de bronce en los 800 metros, llegando a meta en un tiempo de 2:05.0 segundos, tras la neerlandesa Gerda Kraan (oro con 2:02.8 s que fue récord de los campeonatos) y la alemana Waltraud Kaufmann (plata también con 2:05.0 segundos).